# Ha! Ha!
Ha! Ha! (fr. Rivière Ha! Ha! lub Rivière des Ha! Ha!) – rzeka w kanadyjskiej prowincji Quebec, w regionie Saguenay–Lac-Saint-Jean. Jej źródło znajduje się w jeziorze Lac Ha! Ha!, niedaleko miejscowości Ferland-et-Boilleau. Przepływa przez dzielnicę La Baie w mieście Saguenay, a następnie wpada do rzeki Saguenay (do stanowiącej jej część zatoki Baie des Ha! Ha!).

## Etymologia
Wyrażenie Ha! Ha! nie pełni funkcji onomatopei, a pochodzi od starofrancuskiego słowa haha, które oznacza niespodziewaną przeszkodę na drodze.

## Geografia
Rzeka Ha! Ha! na całej swojej długości znajduje się na obszarze regionu administracyjnego Saguenay–Lac-Saint-Jean, przepływa za to przez obszar dwóch MRC – le Fjord-du-Saguenay oraz miasta Saguenay. Najważniejszymi miastami na Ha! Ha! są Ferland-et-Boilleau oraz Saguenay.